# Ptilostemon casabonae

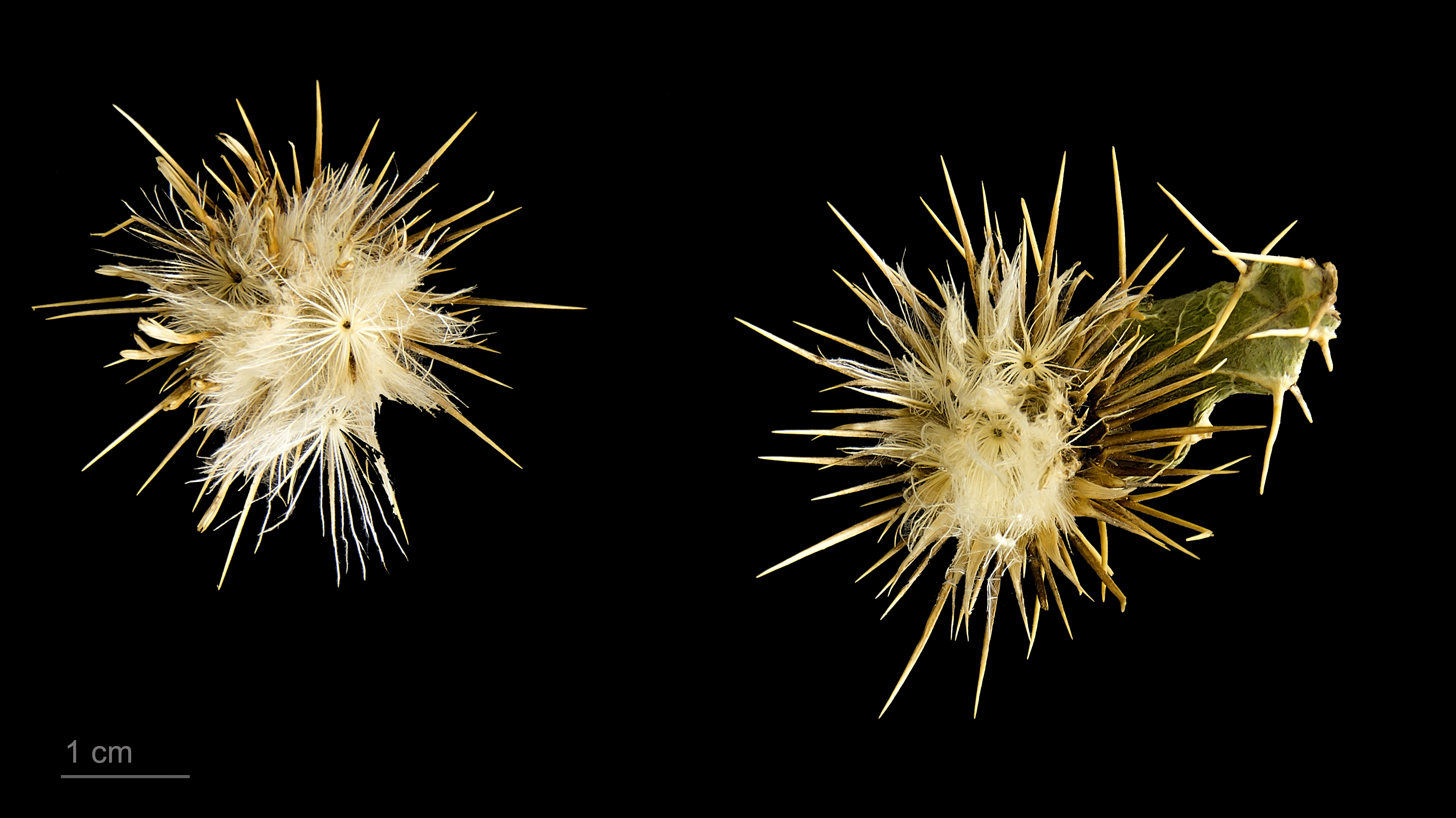
Ptilostemon casabonae - MHNT

Ptilostemon casabonae é uma espécie de planta com flor pertencente à família Asteraceae. 
A autoridade científica da espécie é (L.) Greuter, tendo sido publicada em Boissiera xiii. 146 (1967), in adnot.

## Portugal
Trata-se de uma espécie presente no território português, nomeadamente em Portugal Continental.
Em termos de naturalidade é possivelmente introduzida na região atrás indicada.

## Protecção
Não se encontra protegida por legislação portuguesa ou da Comunidade Europeia.